# Miarole

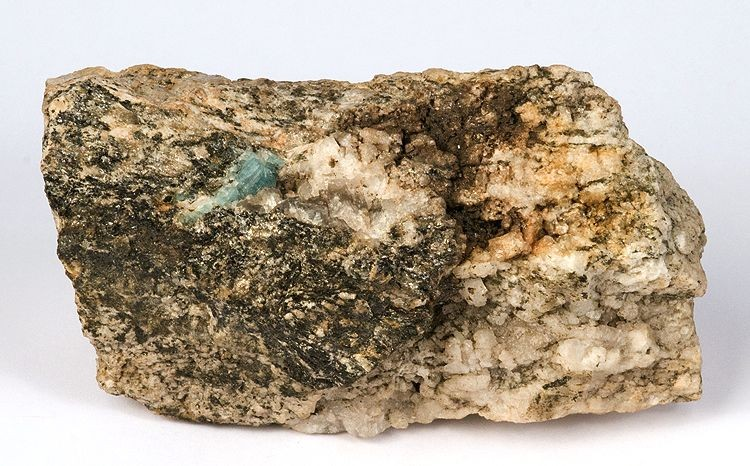
La texture grenue du granite laisse parfois place à un faciès à miaroles. La cavité miarolitique est remplie de cristaux de bazzite bleu azur.

Une miarole (de l'italien miarolo, nom donné localement à un granite de la région de Baveno en Italie) est une petite cavité rocheuse tapissée de minéraux pneumatolytiques (en) (quartz, tourmaline, mica, bazzite, béryl, etc.). Les miaroles se trouvent dans certaines roches magmatiques plutoniques (granites le plus souvent). Elles peuvent également s'observer dans les pegmatites. Son équivalent dans les roches basaltiques est la vésicule[réf. souhaitée].
L'adjectif miarolitique désigne l'existence d'espaces vides entre certains cristaux, avec des limites anguleuses et rectilignes. C'est l'équivalent plutonique du mot vacuolaire des laves.

## Formation
À la fin de la cristallisation d'un magma, la partie la plus fluide, enrichie en gaz et en éléments légers et/ou rares extraits de la croûte terrestre, atteint de fortes pressions qui fissurent les roches environnantes. Des filons s'injectent dans ces fissures à la périphérie du pluton, formant des pegmatites. Du fait de la présence de nombreux composants volatils, la viscosité est réduite et le point de fusion est considérablement abaissé, si bien que ce filon lié à une intrusion magmatique représente une phase fluide pegmatitique (entre 800 et 600 °C), pneumatolytique (entre 600 et 400 °C) ou hydrothermale (entre 400 et 100 °C) des ensembles granitiques. Si le gaz reste emprisonné au cours du refroidissement de la phase pneumatolytique, il forme des bulles gazeuses qui permettent la croissance de cristaux automorphes. Ces cavités aux parois tapissées de cristaux libres sont les miaroles ou, lorsqu'elles sont plus grandes, les géodes, et sont les témoins de gîtes magmatiques tardifs.